# 스파르타쿠스 동맹

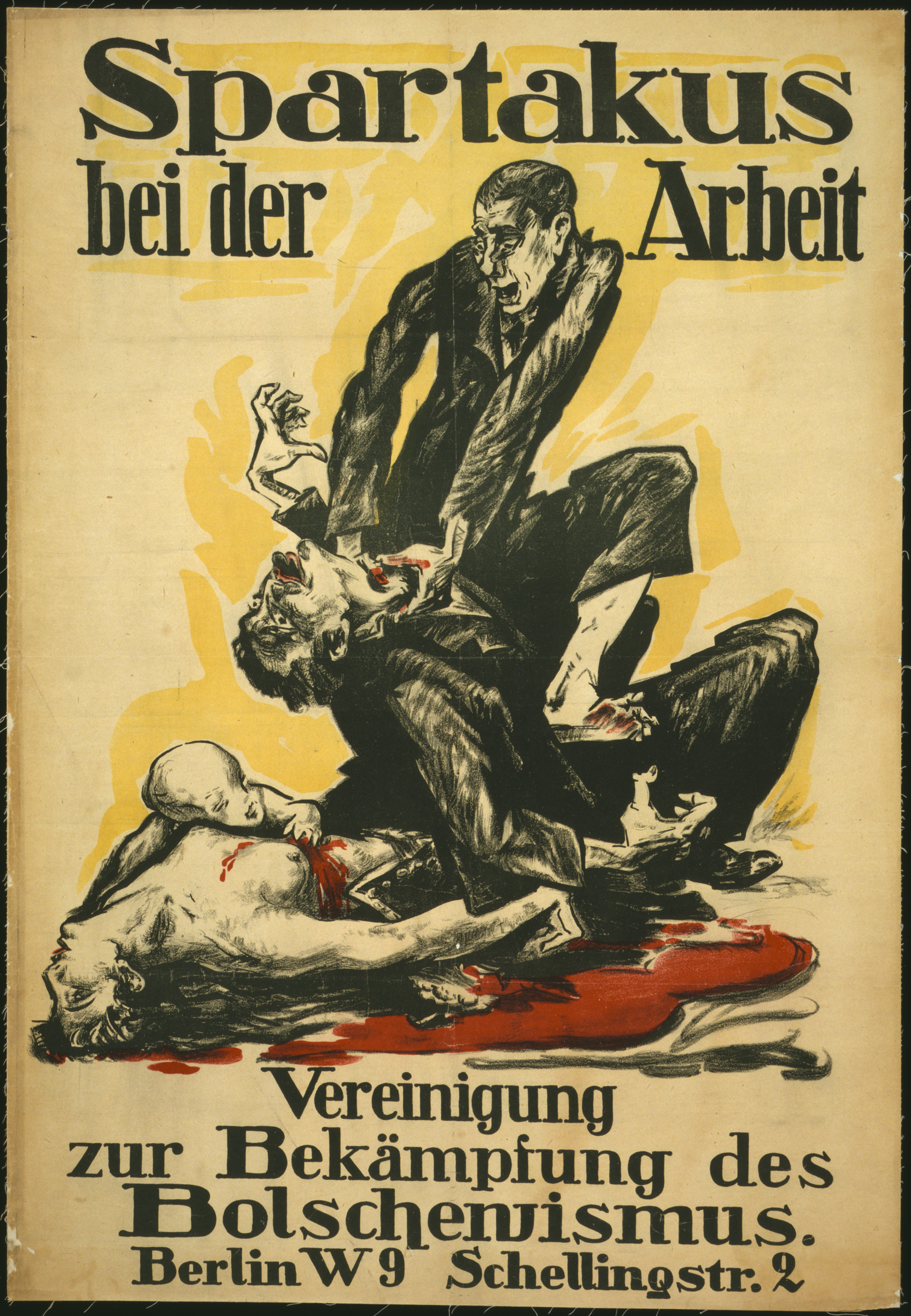
1919년, 스파르타쿠스 동맹에 대항하는 정치선전 포스터

스파르타쿠스 동맹(독일어: Spartakusbund 슈파르타쿠스분트[*])은 독일의 단체로, 고대 로마에서 노예들의 계급투쟁을 이끌었던 전설적인 검투사 스파르타쿠스의 이름을 따왔다. 스파르타쿠스 동맹의 활동은 1914년부터 암암리에 시작되었으나, 제1차 세계 대전 중이던 1916년 1월부터 잡지 『슈파르타쿠스브리페』(Spartakusbriefe)를 발행하면서 특히 스파르타쿠스 동맹이라고 불리게 되었다. 후에 독일 공산당으로 개칭하였다. 독일 사회민주당(SPD) 내의 극좌, 극단 성향의 당원들이 탈퇴하여 결성되었다. 1919년 스파르타쿠스 봉기를 일으켰으나 실패했고, 맹원인 카를 리프크네히트(Karl Liebknecht)와 로자 룩셈부르크(Rosa Luxemburg)가 체포되어 1월 15일 처형당했다. 이 단체에서 주도적으로 활약한 인물로는 카를 리프크네히트(Karl Liebknecht), 로자 룩셈부르크(Rosa Luxemburg), 클라라 체트킨(Clara Zetkin), 프란츠 메링(Franz Mehring) 등이 있다. 이 사건으로 좌파공산주의는 쇠퇴하게 된다.

## 같이 보기
- 스파르타쿠스 봉기